# أليسون كاي دنكان
أليسون كاي دنكان (بالإنجليزية: Allyson Kay Duncan) (و. 1951 – م)هي محامية، وقاضية من الولايات المتحدة الأمريكية .

## التعليم
تعلمت في جامعة ديوك.